# Admirał Tribuc
Admirał Tribuc (ros. Адмирал Трибуц) – radziecki, następnie rosyjski niszczyciel rakietowy projektu 1155 (typu Udałoj, ozn. NATO Udaloy), klasyfikowany oficjalnie jako duży okręt przeciwpodwodny. W czynnej służbie od 1985 roku. 

## Budowa i opis techniczny
„Admirał Tribuc” był szóstym zbudowanym okrętem projektu 1155 (Friegat), znanego też od pierwszego okrętu, oraz na zachodzie, jako typ Udałoj (Udaloy). Okręt został wciągnięty na listę floty już 11 czerwca 1979 roku, otrzymując nazwę na cześć admirała Władimira Tribuca (1900–1977). Stępkę położono 19 kwietnia 1980 roku w stoczni im. A.A. Żdanowa w Leningradzie (numer budowy 733), okręt został zwodowany 26 marca 1983 roku, zaś do służby wszedł 30 grudnia 1985 roku.
Okręty projektu 1155 były klasyfikowane jako duże okręty przeciwpodwodne (ros. bolszoj protiwołodocznyj korabl, BPK), niemniej na zachodzie powszechnie uznawane są za niszczyciele. Ich zasadniczym przeznaczeniem było zwalczanie okrętów podwodnych, w tym celu ich główne uzbrojenie stanowiło osiem wyrzutni rakietotorped Rastrub-B z ośmioma pociskami i osiem wyrzutni torped kalibru 533 mm przeciw okrętom podwodnym. Ich możliwości w zakresie zwalczania okrętów podwodnych rozszerzały  dwa śmigłowce pokładowe Ka-27PŁ.  Uzbrojenie przeciwpodwodne uzupełniały dwa dwunastoprowadnicowe miotacze rakietowych bomb głębinowych RBU-6000. Uzbrojenie artyleryjskie stanowiły dwa pojedyncze działa uniwersalne kalibru 100 mm AK-100 na dziobie oraz dwa zestawy artyleryjskie obrony bezpośredniej w postaci dwóch par sześciolufowych naprowadzanych radarowo działek 30 mm AK-630M (łącznie cztery działka). Uzbrojenie rakietowe służyło tylko do bliskiej obrony i składało się z dwóch kompleksów pocisków przeciwlotniczych i przeciwrakietowych Kinżał, każdy w składzie czterech bębnowych wyrzutni pionowych, po jednym na dziobie i na rufie (64 pociski). „Admirał Tribuc” był pierwszym okrętem serii, który otrzymał całe przewidziane projektem uzbrojenie i wyposażenie.
Okręty wyposażone były w odpowiednie środki obserwacji technicznej, w tym kompleks hydrolokacyjny Polinom z antenami w gruszce dziobowej, podkilową i holowaną. „Admirał Tribuc” otrzymał pełny zestaw wyposażenia późnych okrętów tego typu, obejmujący między innymi stację radiolokacyjną dozoru ogólnego Friegat-MA (MR-750) na maszcie rufowym i stację do wykrywania celów niskolecących Podkat na maszcie dziobowym oraz wyrzutnie celów pozornych PK-2 i PK-10.
Napęd stanowią dwa zespoły turbin gazowych M9 w systemie COGAG, napędzające po jednej śrubie. Każdy składa się z turbiny marszowej D090 o mocy 9000 KM) i turbiny mocy szczytowej DT59 o mocy 22 500; łączna moc napędu wynosi 63 000 KM. Prędkość maksymalna wynosi 29 węzłów, a ekonomiczna 18 węzłów.

## Służba

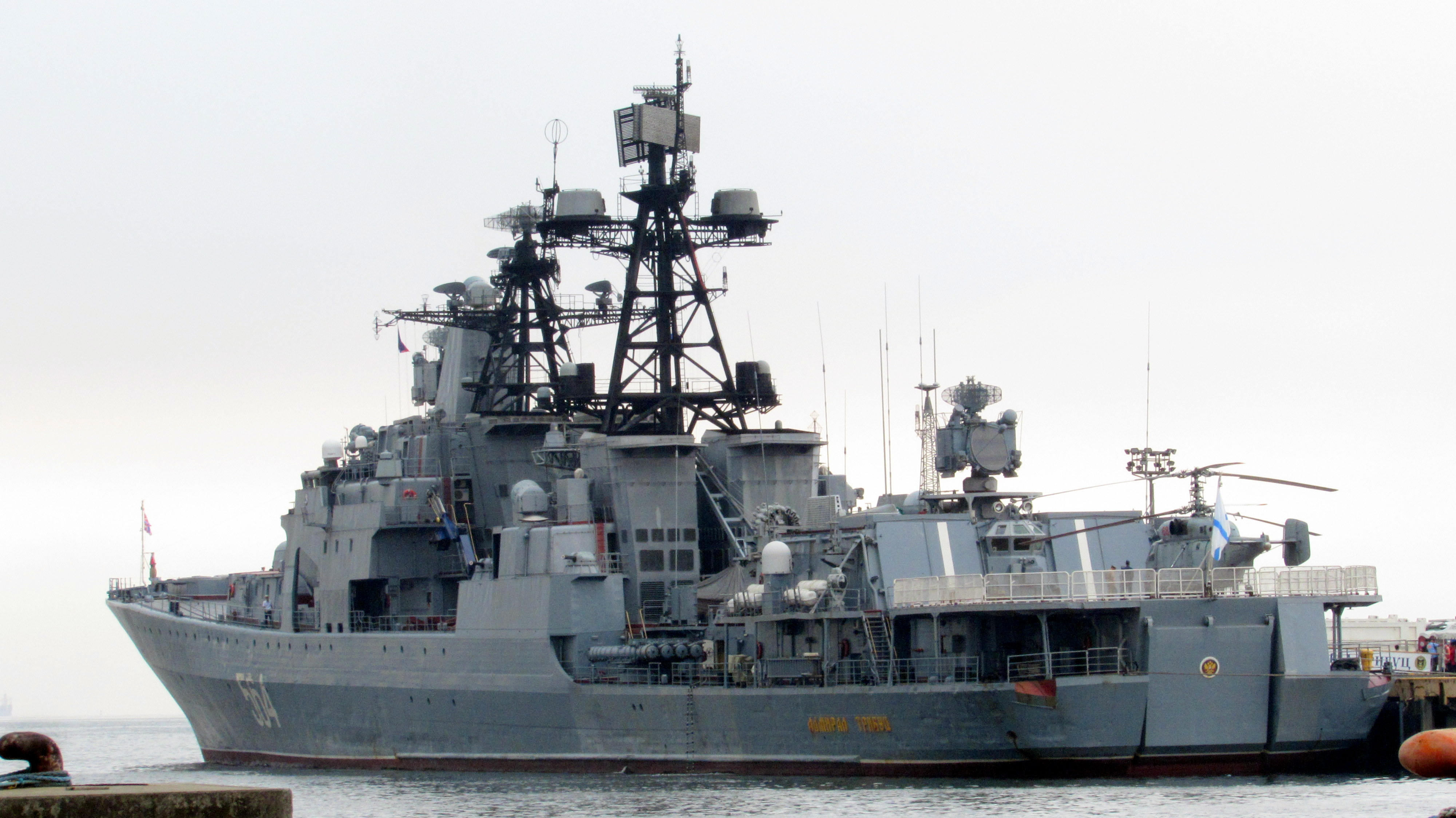
„Admirał Tribuc” w Manili, 2017

„Admirał Tribuc” od 15 lutego 1986 roku wchodził w skład Floty Oceanu Spokojnego.
W dniach 18–23 listopada 1987 złożył wizytę w Adenie, a 16–21 maja 1990 roku na wyspie Penang w Malezji. Od 5 grudnia 1992 do 23 maja 1993 roku działał w ramach sił międzynarodowych na Zatoce Perskiej. 
Od 22 grudnia 1994 roku do 2003 roku pozostawał w rezerwie, przechodząc długotrwały remont we Władywostoku. W dniach 10–15 lutego 2004 roku złożył wizytę w Inczon z okazji stulecia bitwy pod Czemulpo. 
8–9 listopada 2008 ewakuował 22 rannych z atomowego okrętu podwodnego „Nierpa”, na którym wybuchł pożar. 
W 2016 roku znajdował się wciąż w służbie, z numerem burtowym 564.
W grudniu 2021 roku w związku z przygotowaniami do inwazji na Ukrainę wypłynął w składzie grupy krążownika „Wariag” z Władywostoku na Morze Śródziemne, gdzie następnie działał, nie wpływając na Morze Czarne. Między innymi w lipcu 2022 okręty te śledziły amerykańską grupę lotniskowca USS „Harry S. Truman” (CVN-75) na Adriatyku.